# Эмвази, Мухаммад
Муха́ммад Эмва́зи (араб. محمد اموازي‎, англ. Mohammed Emwazi; (17 августа 1988, Кувейт — 12 ноября 2015, Сирия) — палач организации Исламское государство. Больше известен как Джихадист Джон или Джихади Джон (англ. Jihadi John).

## Биография
Родился 17 августа 1988 года в Кувейте. В шестилетнем возрасте с семьёй переехал жить в Англию (Западный Лондон), имел британское подданство. Вырос в состоятельной семье. Получил образование программиста в университете Вестминстера. Любил стильно одеваться, был вежлив.
Время от времени посещал мечеть в Гринвиче. Носил бороду и придерживался исламских традиций.
В мае 2009 года, после окончания Вестминстерского университета, вместе с двумя приятелями был задержан в Танзании и на следующий день выслан в Амстердам. Там его уже ожидали представители «Ми-5», которые, основываясь на электронных письмах, обвинили его в попытке пробраться в Сомали и примкнуть к группе боевиков «аш-Шабаб». Эмвази отрицал свою вину и утверждал, что агенты британских спецслужб пытались его завербовать. Вернувшись из Амстердама в Лондон, Эмвази вскоре уехал в Кувейт, где устроился на работу в компьютерную фирму. В 2010 году Эмвази полетел в Лондон и вновь был задержан британскими спецслужбами, которые не позволили ему вернуться в Кувейт.
В июне 2010 года служба по борьбе с терроризмом Британии задержала его в Лондоне, провела обыск и сняла отпечатки пальцев. На следующий день он решил не улетать в Кувейт. В электронном письме представителю британской организации по правам человека Асиму Куреши Эмвази написал: «У меня есть работа, которая ждёт меня, и запланированная свадьба. Но теперь я чувствую себя узником, только не в клетке, а в Лондоне».
В 2012 году приехал в Сирию для участия в гражданской войне на стороне антиправительственных войск. Эмвази был одним из трёх британских джихадистов, называющих себя Beatles (см. The Beatles). Он называл себя Джоном (по аналогии с Джоном Ленноном), в то время как двое его соратников были Полом (Пол Маккартни) и Ринго (Ринго Старр).
На записях казней говорил с британским акцентом и скрывал лицо маской. Первоначально о его личности поступала разная информация — назывались, например, имена некоего 23-летнего Абдель-Маджид Абдель Бари и Мухаммада Муазама. Личность Эмвази удалось раскрыть благодаря анализу голоса и показаниям бывших заложников Исламского государства. В сентябре 2014 года разведке США и британским властям стало известно имя палача. В феврале 2015 года была установлена и его фамилия. По данным «Би-би-си», британские спецслужбы не разглашали информацию об Эмвази по оперативным причинам.
В ноябре 2014 года The Daily Mail сообщила о том, что Эмвази был ранен в ходе бомбардировки американской авиации. Он был госпитализирован в городе Эль-Каим на северо-западе Ирака, у границы с Сирией.
В ноябре 2015 года телеканал CNN сообщил со ссылкой на источник в Пентагоне, что Джихади Джон убит в результате авиаудара американского беспилотника. 19 января 2016 года террористы подтвердили смерть Эмвази в окрестностях города Эр-Ракка.

## Казни заложников
В августе 2014 года Эмвази впервые появился на видеозаписи казни американского фотожурналиста Джеймса Фоли, который был похищен в Сирии в ноябре 2012 года. Позже появились другие видео, на которых, предположительно, Эмвази обезглавил американского журналиста Стивена Сотлоффа, британского гуманитарного работника Дэвида Хэйнса, британского таксиста Алана Хеннинга и американца Питера (Абдуррахмана) Кассига. Он командовал группой, которая обезглавила 22 пленных сирийских офицеров и пилотов. Казни были сняты на видеокамеру.
В январе 2015 года в Интернете появились видеозаписи, на которых Эмвази стоял рядом с японскими заложниками Харуной Юкавой и Кэндзи Гото. Вскоре оба японца были убиты, а обезглавливание последнего было снято на видео.
На записях он был одет в чёрную одежду, на лице была маска, скрывавшая всё, кроме глаз и переносицы. Под левой рукой носил кобуру.
В августе 2015 года появилось видео, где Эмвази снимает маску. В видеоролике сообщалось, что он вместе с халифом скоро вернётся в Великобританию, чтобы там продолжить «резать головы». Отмечается, что запись была сделана тайно бойцом Свободной сирийской армии. До сих пор подлинность видео не доказана, но эксперты заявляют, что при сравнении записей с имеющимися изображениями Эмвази найден ряд схожих особенностей.
По свидетельству перебежчика из Исламского государства, Джихадист Джон перед тем, как обезглавить своих жертв на видео, говорил, что с ними ничего не случится, чтобы успокоить их.